# Punggasan Utara
Punggasan Utara is een bestuurslaag in het regentschap Zuid-Pesisir van de provincie West-Sumatra, Indonesië. Punggasan Utara telt 3587 inwoners (volkstelling 2010).